# 松生義勝
松生 義勝（まついけ よしかつ、1890年3月21日 - 1963年1月12日） は、日本の化学者。初代東京水産大学学長。

## 人物・経歴
大阪府出身。1913年水産講習所（現東京海洋大学）製造科卒業。東北帝国大学理学部物理学科から転じ、1922年東北帝国大学理学部化学科卒業。東北帝国大学助手を経て、1927年助教授。1928年水産講習所教授、理学博士。1941年釜山高等水産学校教授。1946年水産講習所所長。1947年第二水産講習所（現水産大学校）所長事務取扱。1949年東京水産大学（現東京海洋大学）学長。1958年東京水産大学名誉教授、農林省水産講習所（現水産大学校）所長。